# 益田大介
益田 大介（ますだ だいすけ、1973年9月27日 - ）は、兵庫県明石市出身の元プロ野球選手（外野手、右投左打）・コーチ。

## 来歴・人物

### プロ入り前
滝川第二高等学校ではエースで4番、龍谷大学へ進学後も投手を続けたが打力を買われて指名打者で出場した関西六大学リーグでは1993年春季リーグで当時リーグ記録2位の打率.500で首位打者になる。3年の大学選手権では本塁打を放った。通算成績は88試合出場、309打数96安打、打率.311、9本塁打、36打点。ベストナイン3回受賞。1995年のドラフトで中日ドラゴンズから6位指名を受けて入団。

### 中日時代
俊足とシュアな打撃が持ち味のアベレージヒッターで、1年目のシーズン後半から一軍定着。出場49試合ながら打率.301をマーク。
1997年には音重鎮、アロンゾ・パウエルら外野陣の故障や不調も重なり、シーズン序盤からスタメンに起用され、主に「1番・センター」としてレギュラー定着。117試合に出場し、セ・リーグ最多となる8本の三塁打を記録する活躍を見せたが、規定打席に到達したのはこのシーズンだけである。ドーム野球の申し子としてレギュラーの座を掴みかけていたが、走攻守に状況判断の悪いプレーが目立ち、星野監督を怒らせることも度々あった。
1998年からは阪神タイガースから同じ俊足巧打タイプの関川浩一が加入したこともあり出場機会は徐々に減少、代打起用が中心となった。
1999年は、レギュラーシーズン中は全くと言っていい程出場機会に恵まれなかったが、この年の日本シリーズではシリーズ初打席で送りバントを失敗するも、以降は汚名返上とばかりにヒットを量産し、シリーズ打率6割を上回る驚異的な数字を残す。見事日本シリーズ首位打者に輝いた。
2000年は4月に代打で1試合出場したのみに終わり、同年オフ、右肩治療のため一度自由契約となったが、故障が癒えたため再契約を果たした。
2001年シーズン途中に金銭トレードで大阪近鉄バファローズへ移籍。

### 近鉄時代
移籍後は、代打要員として活躍した。その年の近鉄が優勝を決めた試合では、9回裏無死2･3塁の場面でギルバートの代打で登場して四球を選び、北川博敏の代打逆転サヨナラ満塁優勝決定ホームランのお膳立てをした。
2005年に分配ドラフトを経て東北楽天ゴールデンイーグルスへ移籍。

### 楽天時代
2005年は4月に全く活躍ができず6月下旬まで二軍ぐらしとなったが、一軍復帰後は7月に好成績を残す。8月は調子を落とし9月上旬に二軍落ちとなり、そのままシーズンを終えた。2006年は前年より出場機会が減った。06年シーズン終盤に楽天から戦力外通告を受ける。本人は他球団でのプレーを希望し12球団合同トライアウトを受験、本塁打を放つも声がかからずそのまま現役を引退。

### 現役引退後
引退後は楽天球団に職員・コーチとして引き続き在籍している。
2007年からはジュニアコーチ（ベースボールスクール常勤講師）、同球団が主催する少年野球塾のゲストコーチなどとしても活動した。
2013～14年は二軍野手コーチ、2018年からチーム統括本部チーム運営部部長兼NPB営業担当に就任。

## 詳細情報

### 年度別打撃成績
| 年 度      | 球 団      | 試 合 | 打 席 | 打 数 | 得 点 | 安 打 | 二 塁 打 | 三 塁 打 | 本 塁 打 | 塁 打 | 打 点 | 盗 塁 | 盗 塁 死 | 犠 打 | 犠 飛 | 四 球 | 敬 遠 | 死 球 | 三 振 | 併 殺 打 | 打 率 | 出 塁 率 | 長 打 率 | O P S |
| ---------- | ---------- | ----- | ----- | ----- | ----- | ----- | -------- | -------- | -------- | ----- | ----- | ----- | -------- | ----- | ----- | ----- | ----- | ----- | ----- | -------- | ----- | -------- | -------- | ----- |
| 1996       | 中日       | 49    | 124   | 103   | 14    | 31    | 4        | 0        | 1        | 38    | 3     | 1     | 1        | 4     | 0     | 16    | 0     | 1     | 25    | 1        | .301  | .400     | .369     | .769  |
| 1997       | 中日       | 117   | 458   | 402   | 54    | 108   | 15       | 8        | 2        | 145   | 24    | 11    | 8        | 6     | 4     | 42    | 0     | 4     | 88    | 2        | .269  | .341     | .361     | .702  |
| 1998       | 中日       | 55    | 135   | 121   | 6     | 28    | 4        | 0        | 1        | 35    | 14    | 1     | 2        | 1     | 1     | 11    | 0     | 1     | 32    | 3        | .231  | .299     | .289     | .588  |
| 1999       | 中日       | 8     | 14    | 13    | 2     | 4     | 0        | 0        | 1        | 7     | 1     | 0     | 0        | 0     | 0     | 1     | 0     | 0     | 3     | 0        | .308  | .357     | .538     | .895  |
| 2000       | 中日       | 1     | 1     | 1     | 0     | 0     | 0        | 0        | 0        | 0     | 0     | 0     | 0        | 0     | 0     | 0     | 0     | 0     | 0     | 0        | .000  | .000     | .000     | .000  |
| 2001       | 近鉄       | 55    | 56    | 47    | 7     | 16    | 0        | 0        | 2        | 22    | 10    | 1     | 0        | 0     | 0     | 8     | 0     | 1     | 13    | 1        | .340  | .446     | .468     | .914  |
| 2002       | 近鉄       | 45    | 55    | 53    | 3     | 11    | 2        | 0        | 0        | 13    | 1     | 0     | 1        | 0     | 0     | 2     | 1     | 0     | 12    | 1        | .208  | .236     | .245     | .481  |
| 2003       | 近鉄       | 77    | 109   | 94    | 24    | 26    | 4        | 0        | 7        | 51    | 19    | 2     | 1        | 0     | 0     | 15    | 0     | 0     | 27    | 2        | .277  | .376     | .543     | .919  |
| 2004       | 近鉄       | 82    | 199   | 180   | 11    | 49    | 8        | 1        | 2        | 65    | 16    | 1     | 0        | 1     | 1     | 16    | 2     | 1     | 43    | 3        | .272  | .333     | .361     | .694  |
| 2005       | 楽天       | 50    | 119   | 107   | 12    | 27    | 8        | 0        | 0        | 35    | 10    | 2     | 1        | 0     | 2     | 9     | 0     | 1     | 24    | 2        | .252  | .311     | .327     | .638  |
| 2006       | 楽天       | 16    | 29    | 26    | 1     | 6     | 2        | 1        | 0        | 10    | 3     | 0     | 0        | 1     | 0     | 2     | 0     | 0     | 8     | 0        | .231  | .286     | .385     | .671  |
| 通算：11年 | 通算：11年 | 555   | 1299  | 1147  | 134   | 306   | 47       | 10       | 16       | 421   | 101   | 19    | 14       | 13    | 8     | 122   | 3     | 9     | 275   | 15       | .267  | .340     | .367     | .707  |

- 各年度の太字はリーグ最高

### 記録
- 初出場・初先発出場：1996年7月14日、対阪神タイガース17回戦（ナゴヤ球場）、1番・中堅手として先発出場
- 初安打：同上、3回裏に川尻哲郎から
- 初本塁打・初打点：1996年8月4日、対読売ジャイアンツ16回戦（ナゴヤ球場）、8回裏に橋本清からソロ
- 初盗塁：1996年8月25日、対横浜ベイスターズ23回戦（横浜スタジアム）、9回表に二盗（投手：大家友和、捕手：谷繁元信）

### 背番号
- 40 （1996年 - 2001年途中、2005年 - 2006年）
- 0 （2001年途中 - 2004年）
- 87（2013年 - 2014年）